# یوهانس فان هولور
یوهانس فان هولور (انگلیسی: Johannes van Hoolwerff; ۱۳ آوریل ۱۸۷۸ – ۲ اوت ۱۹۶۲) قایقران قایق بادبانی اهل پادشاهی هلند بود.